# Orlando Bates
Orlando Bates (* 11. Januar 1950) ist ein ehemaliger barbadischer Radrennfahrer.

## Sportliche Laufbahn
Bates war im Straßenradsport und im Bahnradsport aktiv. Bates war Teilnehmer der Olympischen Sommerspiele 1972 in München und schied im olympischen Straßenrennen aus. In der Einerverfolgung scheiterte er in der Qualifikation. Mit seiner Zeit kam er auf den 24. Rang.